# Волонтерська група
Волонтéрька група - це невелика за чисельністю спільнота людей, що діє на добровільних засадах, об’єднана певною благодійною діяльністю, утворена при державній чи неурядовій організації, або ж функціонує як неформальна ініціативна група.

## Поняття "група"
Поняття «група» є одним з базових у соціології та соціальній психології. За визначенням одного з відомих психологів Т. Шибутані, група — це об’єднання людей, що здійснюють послідовну координовану діяльність, яка свідомо чи несвідомо підпорядкована якійсь загальній меті та певною мірою задовольняє учасників 2.

## Підходи до класифікації волонтерських груп

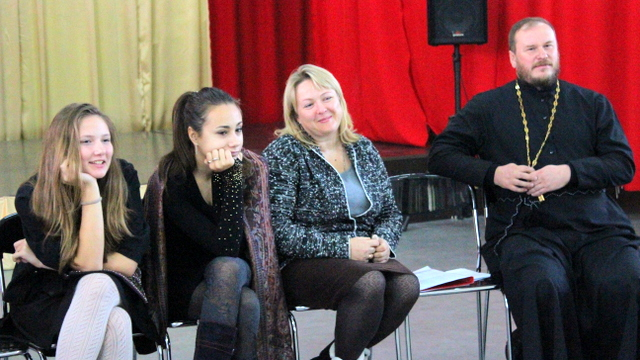
Волонтерський проект "Тренінги для підлітків "Я обираю здоров`я" у галереї "Соборна", м. Київ

Відомий український теоретик і практик волонтерської діяльності Т.Л. Лях у 2009 році науково обґрунтовує поняття "волонтерська група" у дисертаційному дослідженні "Соціально-педагогічна діяльність студентських волонтерських груп". Також вона пропонує класифікувати волонтерів за такими класифікаційними ознаками:
| Класифікаційна ознака                                                                  | Тип волонтера |
| -------------------------------------------------------------------------------------- | --- |
| За віком                                                                               | Діти |
| За віком                                                                               | Підлітки |
| За віком                                                                               | Молодь |
| За віком                                                                               | Люди зрілого віку |
| За віком                                                                               | Люди похилого віку |
| За ступенем професіоналізму у галузі, в якій здійснюватиметься волонтерська діяльність | Професіонали |
| За ступенем професіоналізму у галузі, в якій здійснюватиметься волонтерська діяльність | Непрофесіонали |
| За тривалістю волонтерської діяльності                                                 | Волонтери, які працюють тривалий проміжок часу (понад 6 місяців)                                                                                |
| За тривалістю волонтерської діяльності                                                 | Волонтери, які працюють короткий проміжок часу (разові акції, менше 6 місяців, сезонно)                                                         |
| За соціальною роллю, соціальним статусом                                               | Учні |
| За соціальною роллю, соціальним статусом                                               | Студенти |
| За соціальною роллю, соціальним статусом                                               | Безробітні |
| За соціальною роллю, соціальним статусом                                               | Батьки |
| За соціальною роллю, соціальним статусом                                               | Сім`ї |
| За соціальною роллю, соціальним статусом                                               | Пенсіонери |
| За соціальною роллю, соціальним статусом                                               | Особи, які обрали волонтерську діяльність як альтернативу вироку                                                                                |
| За ступенем мобільності                                                                | Мобльні |
| За ступенем мобільності                                                                | З обмеженою мобільністю |
| За ступенем мобільності                                                                | Немобільні |
| За приналежністю до певного типу організації, установи                                 | Корпоративні волонтери |
| За приналежністю до певного типу організації, установи                                 | Волонтери громадських об`єднань |
| За приналежністю до певного типу організації, установи                                 | Волонтери благодійних організацій |
| За приналежністю до певного типу організації, установи                                 | Волонтери державних організацій (соціальних установ)                                                                                            |
| За приналежністю до певного типу організації, установи                                 | Волонтери релігійних організацій |
| За приналежністю до певного типу організації, установи                                 | Волонтери ініціативних груп мешканців територіальних громад                                                                                     |
| За попереднім досвідом волонтерування                                                  | Без досвіду |
| За попереднім досвідом волонтерування                                                  | Із незначним досвідом (разові акції, участь у короткотривалих масових заходах тощо)                                                             |
| За попереднім досвідом волонтерування                                                  | Із достатнім досвідом (участь у довготривалих волонтерських програмах, ініціативах, досвід попередньої підготовки до волонтерської роботи тощо) |
| За складом волонтерської групи                                                         | Змішаний, представлений представниками різних типів волонтерів                                                                                  |
| За складом волонтерської групи                                                         | Однотипний, представлений волонтерами одного типу (групи студентів-волонтерів, пенсіонерів-волонтерів тощо)                                     |